# Lenguas cañar-puruhá
Las lenguas cañar-puruhá era un grupo de lenguas indígenas actualmente extintas que se hablaron en las provincias de Chimborazo, Cañar y Azuay, en el sur de Ecuador. El grupo incluye sólo al idioma cañar y al idioma puruhá, entre las cuales varios autores opinan que podría haber existido un parentesco lingüístico.

## Clasificación
El cañari y el puruhá se conocen escasamente por topónimos y unas pocas palabras, con lo cual la clasificación de estas lenguas es complicada. De todas maneras se considera bastante verosímil que el cañari y el puruhá estén emparentados debido a una serie características comunes que no se presentan en las lenguas vecinas.
Un poco más dudoso es si existe parentesco entre las lenguas cañar-puruhá y otras lenguas andinas. Jijón y Caamaño (1940-45) y Paz y Miño (1936-61) examinaron algunos datos lingüísticos, principalmente topónimos, propusieron que las lenguas cañar-puruhá y el idioma mochica, una lengua aislada de la costa para la que se han propuesto diversos parentescos, ninguno de ellos demasiado convincente. Jijón y Caamaño, considera que las lenguas cañar-puruhá junto con el mochica formarían una hipotética familia chimú, aunque Adelaar (2004) considera muy escasa la evidencia en favor de esta hipótesis y por tanto deja abierta la clasificación. Otros autores han complicado la clasificación proponiendo además una relación aún más dudosa entre la familia chimú y las lenguas uru-chipaya. Prácticamente no existe evidencia sólida en favor de esta última hipótesis.

## Descripción lingüística
El cañar y el puruhá comparten algunas características poco frecuentes en las lenguas de esa región de los andes como son la ocurrencia de oclusivas sonoras en posición inicial de palabra o la presencia de un fonema /ž/ (= [AFI] ʒ) (que a diferencia de algunos dialectos quechuas de la región no deriva de una lateral palatal /ʎ/, sino que tiene un origen independiente de la lateral). Además ambas lenguas parecen haber dado lugar a topónimos cabados en -bug y -shi lo cual sugiere nuevamente que estaban emparentadas y tenían algunos morfemas en común.